# José Jara
José Royo Jara (Casas-Ibáñez, Albacete, 1940 - Madrid, 29 de julio de 2014), también conocido como John O'Hara, fue un director, escritor, escultor y guionista de cine español.

## Biografía
Estudió con los jesuitas. En la Universidad Complutense de Madrid se licenció en Derecho y se especializó en Derecho Internacional. Al concluir en 1962, hastiado de la situación política, marchó al extranjero donde llevó una vida nómada. Viaja como lector de español a Inglaterra y trabaja en varios institutos ingleses como enseñante de lengua castellana. Realiza diversas estancias por Europa y trabaja en un sinfín de actividades, quehaceres y ocupaciones. A principios de los sesenta consigue una beca de doctorado en el prestigioso Instituto Universitario de Altos Estudios Internacionales (Institut de Hautes Études Internationales, IUHEI) adscrito a la Universidad de Ginebra y es entonces cuando despierta su vocación cinematográfica, que desarrolla de modo intensamente autodidacta. Su gusto cinematográfico se forjó en el momento de consolidación de la Nouvelle Vague (Nueva Ola). Eso lo volvió absolutamente independiente de toda industria, escuela, movimiento o ideología. A finales de los sesenta regresa a España, con la única intención de dirigir cine. Consigue intervenir en diversas películas y trabaja en varias ocasiones para TVE. Entre sus colaboraciones se encuentra como meritorio de dirección en las películas de Antonio Eceiza producidas por Elías Querejeta. Dirige, entre otras obras, la única adaptación cinematográfica de Niebla, la más famosa novela de Miguel de Unamuno, bajo el título Las cuatro novias de Augusto Pérez (1976), así como El transexual (1977), primera película que mezcla el documental y la ficción sobre el tema de la transexualidad en el cine español. Hizo cortometrajes de publicidad industrial para la productora audiovisual Majesa y escribió el texto literario Mater Amantíssima, una novela erótica para presentar al concurso de la editorial La Sonrisa Vertical, organizado y dirigido por Luis García Berlanga, y logra un accésit. Su último largometraje "El oasis" una coproducción con Francia, lo firmó bajo el seudónimo de John O'Hara, pero por desavenencias con producción abandonó el rodaje antes de terminar. También filmó cortometraje industrial,  Madrid, aguas claras (1983); Madrid, aire sano (1983); Madrid, limpio (1983); Madrid, verde (1983); El agua, potabilización (1983) y El agua, depuración (1983).
José Royo Jara regresa de nuevo a la Universidad Complutense, con su experiencia como director de tres largometrajes, con estudios de postgrado en el extranjero y con los cursos de doctorado realizados en IHUC se presenta y gana una plaza de profesor de Dirección Cinematográfica en la Facultad de Ciencias de la Información. Redacta, bajo la tutela de Manuel Gitrama, su tesis doctoral “El derecho a la propia imagen de los intérpretes cinematográficos con referencia a la Ley Orgánica del 5 de mayo de 1982”. Partiendo de dicho trabajo, José Royo Jara publicará en la prestigiosa colección de textos de Derecho Colex, un libro titulado La protección del derecho a la propia imagen. Por último realizó durante los últimos años de su vida una carrera de escultor. Fiel a su espíritu ácrata y libre diseñó y fabricó esculturas en su vivienda. Esta última forma de expresión, como ocurrió, en su carrera audiovisual no se dirigían ni a los mercados ni a las
ferias, ni a los museos, ni a las galerías. Dejó dos novelas inéditas

## Filmografía selecta
- 1964: Genève (cortometraje).
- 1970: Homo hominis (cortometraje).
- 1975: Las cuatro novias de Augusto Pérez.
- 1977: El transexual.
- 1980: El oasis de las chicas perdidas (firmada como John O´Hara).
- 1983: Madrid, aguas claras; Madrid, aire sano; Madrid, limpio; Madrid, verde; El agua, potabilización y El agua, depuración, cortometrajes.

## Obra escrita
- Máter amantísima, novela.
- La protección civil del derecho a la propia imagen, 1987, ensayo.